# Katadiano
Katadiano  en basque ou Catadiano en espagnol, est un quartier dans la commune ou contrée d'Anda faisant partie de la municipalité de Kuartango dans la province d'Alava dans la Communauté autonome basque.